# Kaag en Braassem
Kaag en Braassem est une commune néerlandaise, située dans le nord-est de la province de Hollande-Méridionale, à la limite de la Hollande-Septentrionale, au nord-est de Leyde. Dans la partie occidentale de la commune se trouvent en partie les Kagerplassen (étant également situés dans la commune de Teylingen), un ensemble de lacs, tandis que le Braassemermeer se trouve en son centre. Ces deux étendues d'eau donnent leur nom à cette commune nouvellement formée.
La commune est créée le 1er janvier 2009 par la fusion des anciennes communes d'Alkemade et de Jacobswoude. L'hôtel de ville se trouve à Roelofarendsveen. Au 1er janvier 2024, la commune compte 29 167 habitants.

## Galerie

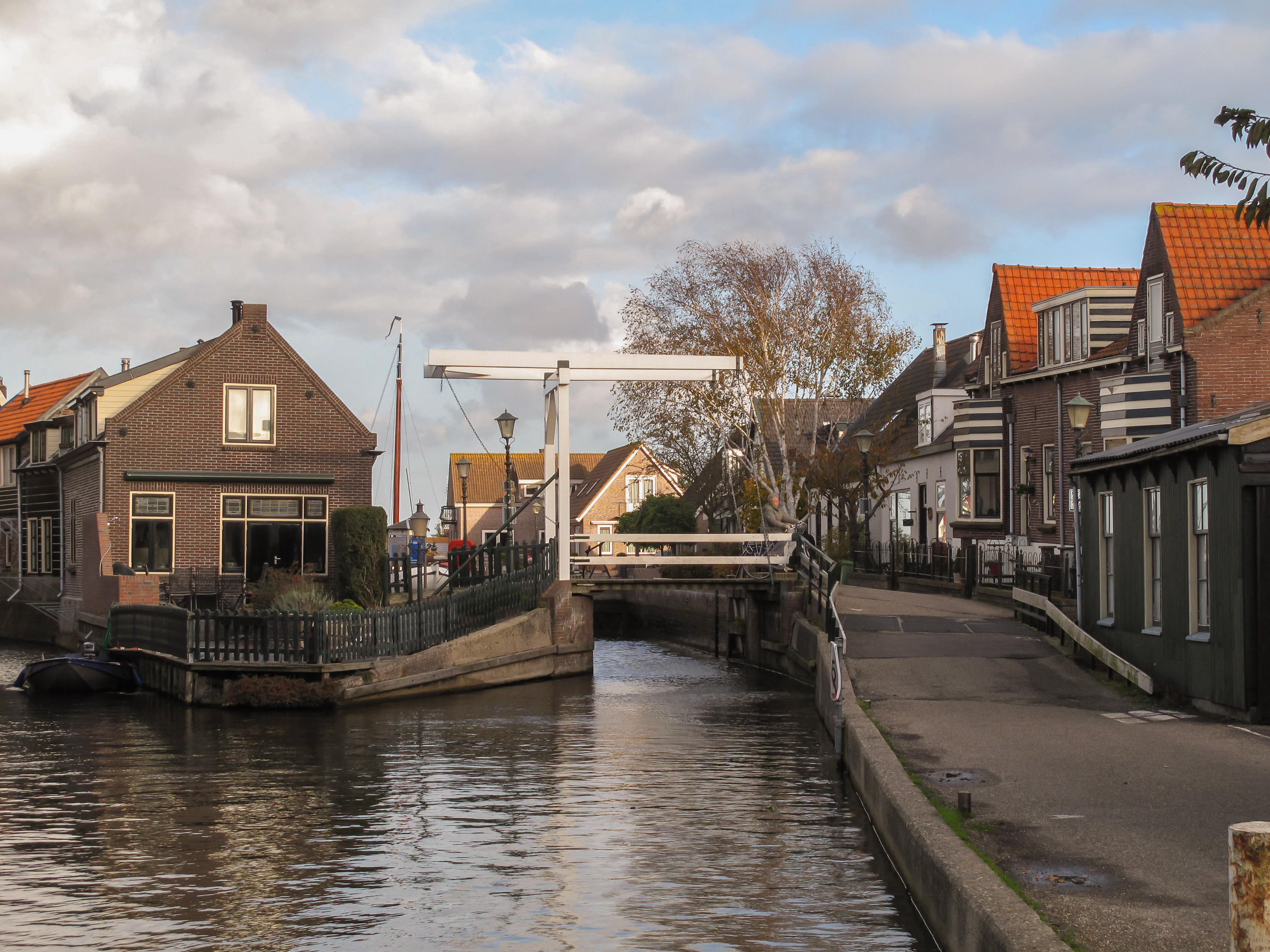
Roelofarendsveen, vue sur la rue avec pont basculant.
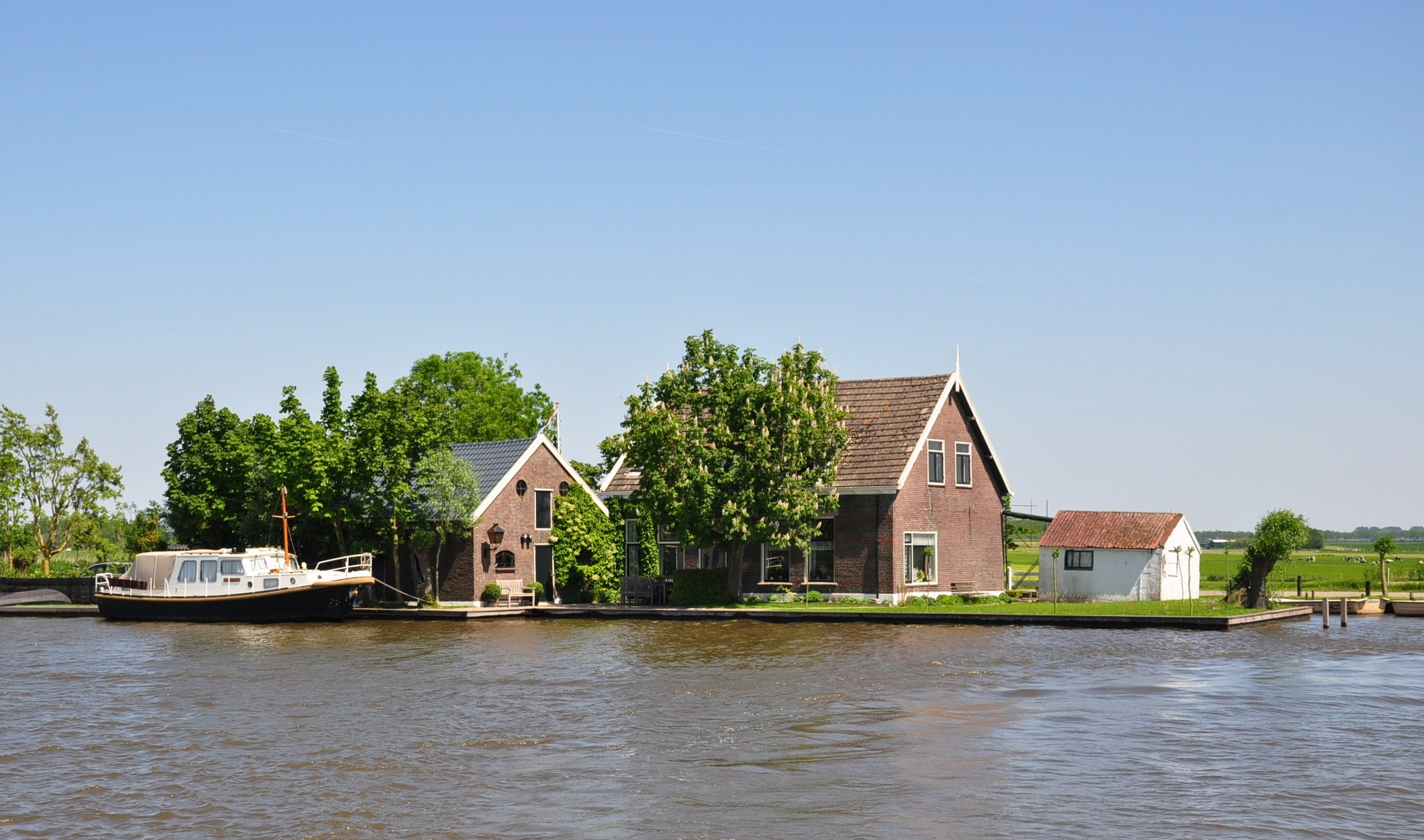
Le Paddegat, un cours d'eau dans la commune.
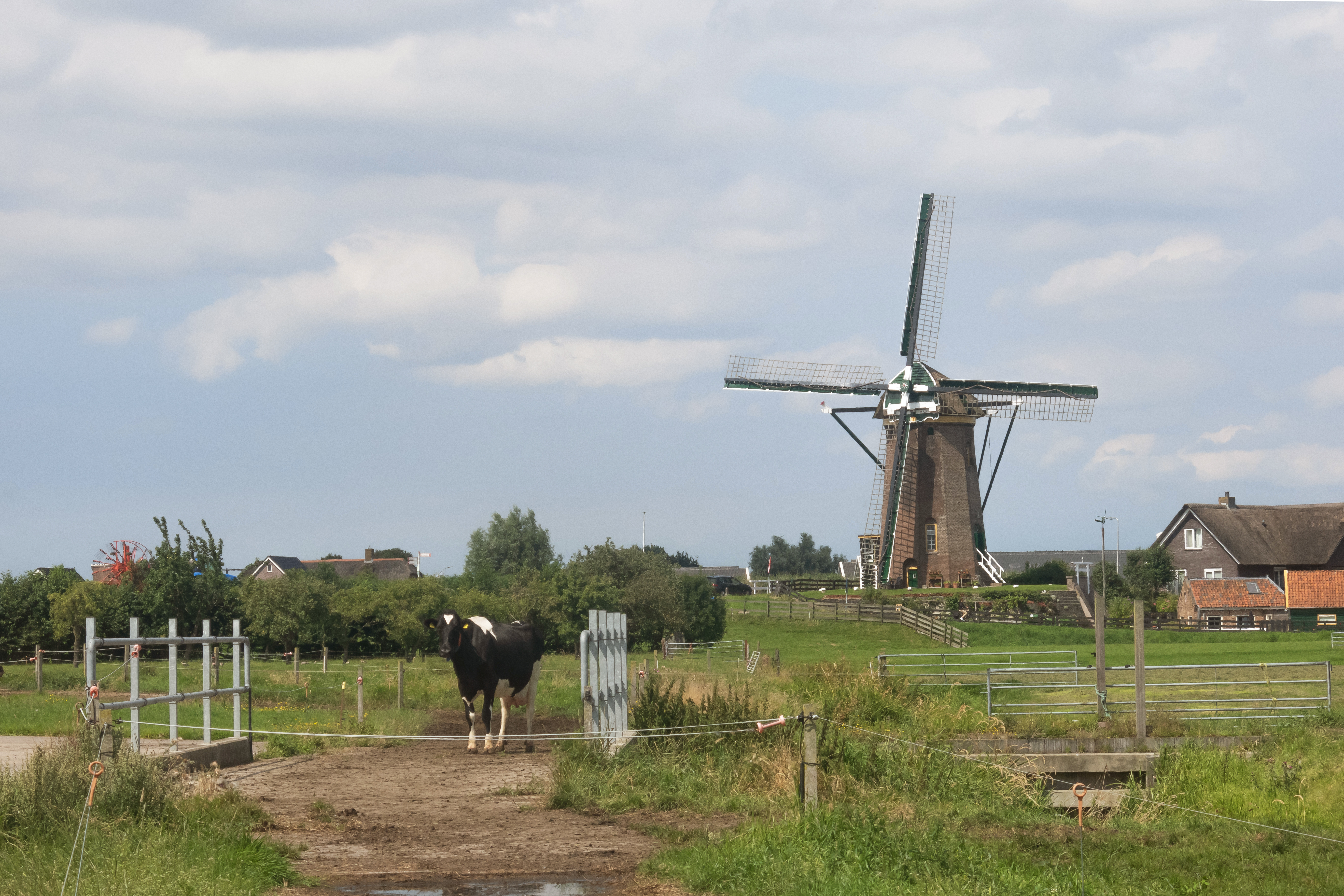
Rijpwetering, le moulin : Lijkermolen no 1.